# Maquis

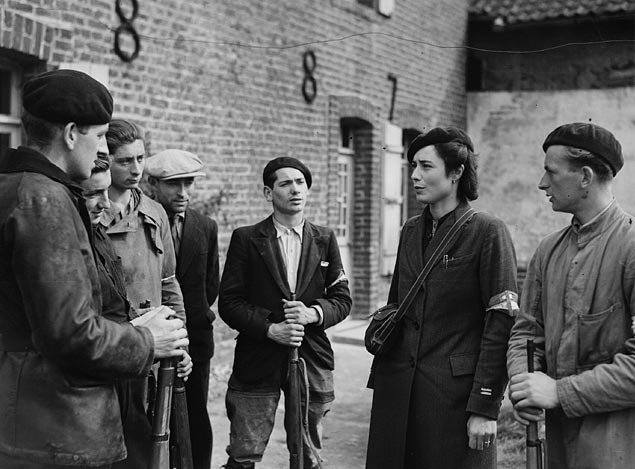
Maquismedlemmar

Maquis (franska för buskskog), maquisarderna, var en del av den franska motståndsrörelsen under andra världskriget. När tyskarna hade invaderat Frankrike 1940 bildades motståndsgrupper i landets sydöstra bergstrakter. De höll sig gömda i glesbebyggda trakter, i skogarna eller i bergen.
Efter tyskarnas anfall mot Sovjetunionen och när tyskarna började tvångsrekrytera arbetare ökade gruppernas storlek. Två större motståndsorganisationer bildades, Mouvement de la libération nationale, som till stor del leddes av före detta officerare, och Front national, som i huvudsak bestod av kommunister. I maj 1943 organiserades en gemensam ledning, Conseil national de la résistance. Efter de allierades landstigning i Normandie i juni 1944 sattes militära förband upp av maquis under namnet Forces françaises de l’interieur som deltog i Frankrikes befriande. 
Maquisarderna använde gerillakrigföring med omfattande sabotageverksamhet och sabotagen besvarades av tyskarna, ofta med hårda repressalier. Strax före de allierades invasion riktades sabotagen särskilt mot kommunikationerna för att försvåra att de tyska trupperna transporterades till invasionsområdet. Maquistrupperna hade stor betydelse eftersom de band stora tyska styrkor för att bekämpa dem.